# Estêvão Ribeiro de Resende
Estêvão Ribeiro de Resende, primeiro barão com grandeza, conde e marquês de Valença, (Lagoa Dourada, 20 de julho de 1777 – Rio de Janeiro, 8 de setembro de 1856) foi um proprietário rural, desembargador e político brasileiro.

## Biografia
Estevão nasceu em 20 de julho de 1777, em Lagoa Dourada, em Minas Gerais. Foi batizado em 05 de agosto do mesmo ano. Era filho legítimo do Coronel Severino Ribeiro e de Josefa Maria de Resende, sendo esta filha de João de Resende Costa e Helena Maria de Jesus, a terceira ilhoa. Quando muito jovem, partiu para Coimbra, onde se formou. Entre 1806 e 1808, serviu como juiz de fora, em Palmela, vila a sul de Lisboa. Com a ocupação da capital de Portugal, pelos franceses, aí permaneceu até 1810, quando retornou ao Brasil, sendo nomeado primeiro juiz de fora de São Paulo.
Em 1816 residia em Mogi Mirim, sendo recenseado como fazendeiro potentado, com vinte e sete escravos. Nesta ocasião adquiriu em Pontal, uma grande quantidade de terras, por compra que fez a José Fernandes Pena; tendo, posteriormente, a transmitido a Antônio Jacinto Nogueira. Foi também "Procurador de Defuntos e Ausentes", fiscal dos diamantes de Serro Frio, em 1816, ocasião que também exerceu o cargo de "Desembargador da Relação da Bahia". Em 1818, foi nomeado "Desembargador de Suplicação", e em 1824, "Desembargador do Paço", quando se aposentou. Em 1822, fez parte da comitiva do Príncipe Regente Dom Pedro, em sua visita a Minas Gerais, ocasião em que foi nomeado Secretário de Estado, pelo período e estadia do Príncipe naquela província. Foi deputado à Assembleia Constituinte, por Minas, em 1823; deputado geral, pela mesma província, em 1825; Ministro do Império, no terceiro gabinete de 10 de novembro de 1823; Ministro da Justiça, no sexto gabinete de 15 de janeiro de 1827; Senador por Minas, em 1826, tendo também sido eleito pela Província de São Paulo, no mesmo ano. Foi senador do Império do Brasil entre 1826 e 1856, tendo sido presidente do senado, em 1844; Conselheiro de Estado honorário, em 1827; Grande do Império; Cavaleiro Fidalgo; Grã Cruz da Imperial Ordem do Cruzeiro, Cavaleiro Professo da antiga Real Ordem de Cristo de Portugal; sócio do Instituto Histórico e Geográfico Brasileiro, em 1840.

## Genealogia
- Ascendência: O marquês era filho do Coronel Severino Ribeiro (de família lisboeta) e de Josefa Maria de Resende; neto paterno de Estêvão Ribeiro e de Leonarda Maria; neto materno de João de Resende Costa e de Helena Maria de Jesus, a “Terceira Ilhoa”.
- Descendência: Casou-se com Ilídia Mafalda de Sousa Queirós, dama de honra da Imperatriz, filha do brigadeiro Luís Antônio de Sousa Queirós e de Genebra de Barros Leite. Engajou noivado quando Ilídia tinha apenas 7 anos de idade, por carta de procuração, contraindo matrimônio 7 anos depois.

De seu casamento com a marquesa, teve:
- Ilídia Mafalda de Resende (falecida em 1847) c.c. seu tio materno Comendador Luís Antônio de Sousa Barros.
- Capitão Luís Ribeiro de Sousa Resende (1827-1891) a 1.ª vez c.c. sua prima Genebra Miquelina de Sousa Queirós e a 2.ª vez c.c. Maria Ambrosina da Mota Resende;
- Leopoldina de Sousa Resende (Faleceu solteira, em 1848);
- Amélia de Sousa Ribeiro de Resende,
- Francisca de Sousa Resende c.c. Victor Marie Hippolyte - Marques de Palarin e Conde de Cambolas;
- Pedro Ribeiro de Sousa Resende, segundo barão de Valença (1839-1894) c.c. Justina Emerich;
- Estêvão Ribeiro de Sousa Resende, barão de Resende e senador (1840-1909), c.c. Ana Cândida da Conceição Resende, filha do Barão de Serra Negra;
- Maria de Sousa Resende (falecida em 1874) c.c. José da Costa Lima e Castro;
- Severino Ribeiro de Sousa Resende – “Moço Fidalgo” (falecido em 1894);
- Elisa de Sousa Resende (falecida solteira, em 1864)
- Geraldo Ribeiro de Sousa Resende, Barão Geraldo de Resende (1846-1907);

Teve, também, os filhos legitimados:
- Estêvão Ribeiro de Resende, barão de Lorena e presidente de Mato Grosso (falecido em 1878);
- Capitão Virgílio Ribeiro de Resende c.c. Mariana Policena de Assis Resende;
- Conselheiro Teófilo Ribeiro de Resende c.c. Laura Cândida das Chagas de Resende
- Delfina Henriqueta Júlia de Resende, a 1.ª vez c.c. o Coronel Francisco Antônio de Carvalho e a 2.ª vez c.c Silvestre Antônio de Carvalho (2.º casamento). Ambos maridos dela são irmãos legítimos, filhos de José de Carvalho Duarte e Marianna Antônia de Jesus. Sendo José Neto de Antônia da Graça, a primeira ilhoa.
- Josefina Augusta de Resende, que foi a 1.ª mulher de Silvestre Antônio de Carvalho. Josefina morreu assassinada por um escravo, num domingo, enquanto seus familiares assistiam à missa no povoado.[3]

## Títulos nobiliárquicos
Tornou-se conselheiro honorário do Império em 1827. Fidalgo Cavaleiro da Casa Imperial, recebeu, por ocasião da coroação de Pedro II, em 18 de julho de 1841, a grã-cruz da Imperial Ordem de Cristo e da Imperial Ordem do Cruzeiro; e cavaleiro da Ordem Militar de Cristo. Era Grande do Império.
Barão com grandeza, em 12 de outubro de 1825; conde, por decreto imperial de 10 de outubro de 1826; e marquês, este último concedido por carta de D. Pedro I do Brasil, em 29 de novembro de 1829.

## Brasão de Armas
Escudo ibérico partido: 
- o primeiro de blau com um leopardo rampante de argente, armado de jalde, e chefe do mesmo carregado de três estrelas de goles alinhadas - Armas de Damião Dias da Ribeira;
- o segundo de jalde, com duas cabras de sable, gotadas do campo e passantes, uma sobre a outra - Armas dos Resendes. Coronel de marquês.
- Timbre: o leopardo das armas, com uma estrela de goles na espádua; e por diferença, uma brica de blau com um lírio de jalde.(Brasão passado em 29 de Novembro de 1829.Reg.no Cartório da Nobreza,Liv.VI,fls.1).